# Flirtin’ with Disaster (песня)
«Flirtin’ with Disaster» (с англ. — «заигрывая с катастрофой») — песня американской группы Molly Hatchet.

## Обзор
Песня входит в состав второго альбома группы Flirtin' with Disaster, вышедшего в 1979 году на лейбле Epic Records. В том же году укороченная версия песни была издана в качестве сингла. На обратную сторону сингла была помещена другая альбомная песня «Gunsmoke». 1 марта 1980 года сингл попал в чарт Billboard Hot 100, где достиг 42 места и десять недель не покидал чарт, став самым успешным синглом Molly Hatchet. До сих пор песня является самой известной и популярной у группы, и без неё не обходится почти ни один сборник хитов или концертный альбом.

## Использование в поп-культуре
- Песня звучала в одном из эпизодов анимационного сериала Царь горы.
- Песня была использована в видеоигре NASCAR 98, выпущенной в 1997 году.
- Песня звучит в баре в триллере 2004 года Нулевой подозреваемый.
- Песню можно услышать в комедии 2005 года Дьюки из Хаззарда.
- Песня использовалась в видеоигре Rock Band.
- Песня прозвучала в 5 эпизоде 1 сезона ситкома Меня зовут Эрл, назвывающемся «Учитель Эрл».
- Песня звучит в 8 эпизоде 6 сезона телесериала Сверхъестественное, получившем название «Все псы попадают в рай».
- Песня звучит в ремейке фильма Соломенные псы, выпущенном в 2011 году.

## Список композиций
1. «Flirtin' with Disaster» (Браун, Хлабек, Томас) — 3:48
2. «Gunsmoke» (Крамп, Роланд) — 3:10

## Список дисков, на которых выпускалась песня
- Double Trouble Live (1985)
- Greatest Hits (1985)
- Cut to the Bone (1995)
- Revisited (1996)
- Super Hits (1998)
- Greatest Hits Live (2003)
- Locked and Loaded (2003)
- 25th Anniversary: Best of Re-Recorded (2004)
- Live!: Extended Versions (2004)
- Flirtin' with Disaster Live (2007)
- Southern Rock Masters (2008)
- Greatest Hits II (2011)

## Чарты
- 42 (США)[1]